# Cámara de Representantes de Pensilvania
La Cámara de Representantes de Pensilvania es la cámara baja de la Asamblea General de Pensilvania, siendo la cámara alta el Senado de Pensilvania. La cámara está compuesta por 203 miembros, elegidos por períodos de dos años en distritos uninominales.

## Calificaciones
De acuerdo con la Constitución de Pensilvania, los representantes deben tener al menos 21 años. Deben ser ciudadanos y residentes del estado por un mínimo de cuatro años y residir en sus distritos por lo menos un año.

## Composición
|                   | Partido   | Partido | Vac. | Total |
| Republicano       | Demócrata |         | Vac. | Total |
| ----------------- | --------- | ------- | ---- | ----- |
|                   |           |         |      | Total |
| Bancas            | 112       | 88      | 3    | 203   |
|                   |           |         |      |       |
| Último % de votos | 56%       | 44%     |      |       |

## Liderazgos
| Posición             | Nombre            | Partido     |
| -------------------- | ----------------- | ----------- |
| Portavoz             | Bryan Cutler      | Republicano |
| Portavoz pro tempore | John Lawrence     | Republicano |
| Líder de la mayoría  | Kerry Benninghoff | Republicano |
| Líder de la minoría  | Joanna McClinton  | Demócrata   |